# Valleraugue

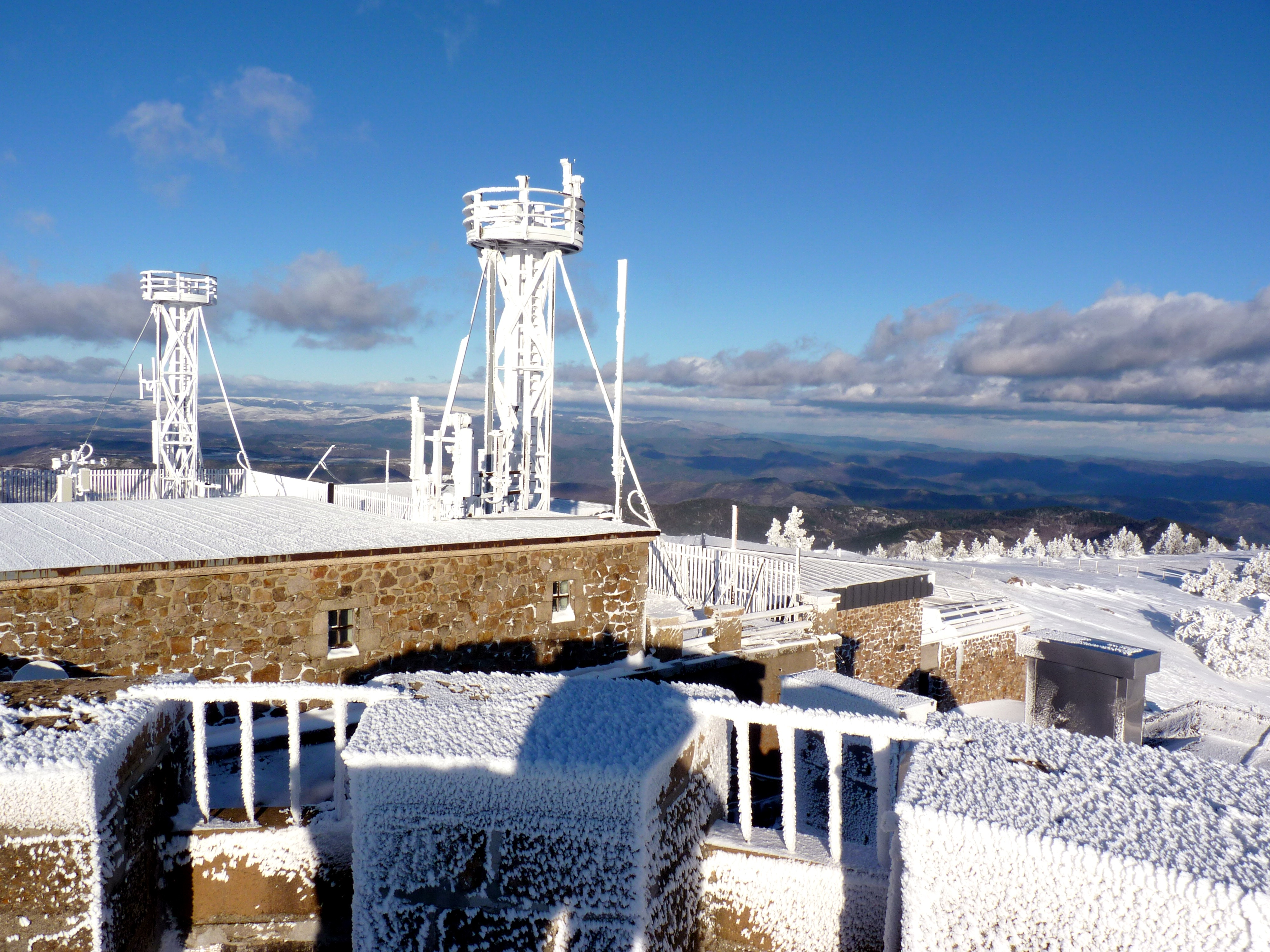
Meteorologisches Observatorium auf dem Mont Aigoual

Valleraugue ist eine Ortschaft in der französischen Gemeinde Val-d’Aigoual und eine ehemalige Gemeinde mit zuletzt 1061 Einwohnern (Stand 1. Januar 2016) im Département Gard in der Region Okzitanien. 
Die Gemeinde Valleraugue wurde am 1. Januar 2019 mit Notre-Dame-de-la-Rouvière zur Commune nouvelle Val-d’Aigoual zusammengeschlossen. Sie gehörte zum Gemeindeverband Communauté de communes Causses Aigoual Cévennes.

## Geografie
Auf dem vormaligen Gemeindegebiet von Valleraugue entspringt der Fluss Hérault.
Das Massiv des Mont Aigoual liegt nördlich des Dorfes. Das Wintersportzentrum Prat Peyrot liegt auf dem Gebiet der ehemaligen Gemeinde.

## Bevölkerungsentwicklung
| Jahr                       | 1962 | 1968 | 1975 | 1982 | 1990 | 1999 | 2007 | 2016 |
| Einwohner                  | 1047 | 1017 | 1028 | 1041 | 1091 | 1009 | 1061 | 1061 |
| Quellen: Cassini und INSEE |      |      |      |      |      |      |      |      |

## Persönlichkeiten
- Laurent Angliviel de La Beaumelle (1726–1773), Schriftsteller
- Johann d’Arnal (1729–1793), Ingenieur und Militär
- Étienne d’Arnal (1733–1801), Geistlicher, Ingenieur und Erfinder
- Louis Bernard-Saint-Affrique (1745–1799), Politiker, Mitglied im Nationalkonvent und im Rat der Fünfhundert während der Französischen Revolution
- Jean Louis Armand de Quatrefages de Bréau (1810–1892), Zoologe und Anthropologe
- François Perrier (1833–1888), General und Geodät
- Charles Berthézenne (1871–1942), Politiker
- Germaine Dieterlen (1903–1999), Ethnologin
- Francis Cavalier-Bénézet (1922–2014), Politiker